# مرریل (اورگن)
مرریل (به انگلیسی: Merrill) شهری در شهرستان کلمته ایالت اورگن است و در سرشماری سال ۲۰۱۱ میلادی، ۸۴۴ نفر جمعیت داشته که نسبت به سال ۲۰۱۰، ۰٫۱۲ درصد رشد جمعیت داشته‌است.